# Liberation (tipografia)
Liberation é o nome coletivo de três famílias de fontes TrueType: Liberation Mono, Liberation Sans e Liberation Serif. Estas fontes são metricamente compatíveis com as fontes Courier New, Arial e Times New Roman, da Monotype Corporation, que são mais utilizadas no Windows e no Office.
Elas estão disponíveis sob a licença GNU GPL com uma exceção, que permite embuti-las em documentos sem obrigação de eles serem GNU GPL. Deste modo, estas fontes permitem que os sistemas FLOSS tenham fontes de alta qualidade que são metricamente compatíveis com o software da Microsoft.

Liberation Mono

Liberation Sans

Liberation Serif

## Exemplo de Liberation Mono
O parágrafo seguinte está escrito em Liberation Mono, caso esteja instalada no seu computador, senão é utilizada o tipo de letra monospace.

Design é um termo da língua inglesa que se refere a um determinado esforço criativo, seja bidimensional ou tridimensional, segundo o qual se projetam objetos ou meios de comunicação diversos para o uso humano. A tradução em português é portanto "projeto" e não "desenho", da qual é um falso cognato. Por este fato, ela é às vezes erroneamente traduzida como "desenho", mas não se refere diretamente ao ato de desenhar. Devido à influência da literatura inglesa e à baixa qualidade de algumas traduções, é comum encontrar nos países de língua portuguesa a palavra original, de forma que o profissional que trabalha na área de design (i.e. o projetista) é comumente chamado de designer.

ABCDEFGHIJKLMNOPQRSTUVWXYZ

abcdefghijklmnopqrstuvwxyz

1234567890

Exemplos de caracteres

IPA: /ɪgˈzɑːmpəl əv aɪpiːˈeɪ tɹɑːnˈskɹɪpʃən/.

Caracteres árabes: العربية.

Caracteres hebraicos: עברית.

Caracteres cirílicos: Кирилица.

Caracteres gregos: Ελληνικά.

## Exemplo de Liberation Sans
O parágrafo seguinte está escrito em Liberation Sans, caso esteja instalada no seu computador, senão é utilizada o tipo de letra monospace.

Design é um termo da língua inglesa que se refere a um determinado esforço criativo, seja bidimensional ou tridimensional, segundo o qual se projetam objetos ou meios de comunicação diversos para o uso humano. A tradução em português é portanto "projeto" e não "desenho", da qual é um falso cognato. Por este fato, ela é às vezes erroneamente traduzida como "desenho", mas não se refere diretamente ao ato de desenhar. Devido à influência da literatura inglesa e à baixa qualidade de algumas traduções, é comum encontrar nos países de língua portuguesa a palavra original, de forma que o profissional que trabalha na área de design (i.e. o projetista) é comumente chamado de designer.

ABCDEFGHIJKLMNOPQRSTUVWXYZ

abcdefghijklmnopqrstuvwxyz

1234567890

Exemplos de caracteres

IPA: /ɪgˈzɑːmpəl əv aɪpiːˈeɪ tɹɑːnˈskɹɪpʃən/.

Caracteres árabes: العربية.

Caracteres hebraicos: עברית.

Caracteres cirílicos: Кирилица.

Caracteres gregos: Ελληνικά.

## Exemplo de Liberation Serif
O parágrafo seguinte está escrito em Liberation Serif, caso esteja instalada no seu computador, senão é utilizada o tipo de letra monospace.

Design é um termo da língua inglesa que se refere a um determinado esforço criativo, seja bidimensional ou tridimensional, segundo o qual se projetam objetos ou meios de comunicação diversos para o uso humano. A tradução em português é portanto "projeto" e não "desenho", da qual é um falso cognato. Por este fato, ela é às vezes erroneamente traduzida como "desenho", mas não se refere diretamente ao ato de desenhar. Devido à influência da literatura inglesa e à baixa qualidade de algumas traduções, é comum encontrar nos países de língua portuguesa a palavra original, de forma que o profissional que trabalha na área de design (i.e. o projetista) é comumente chamado de designer.

ABCDEFGHIJKLMNOPQRSTUVWXYZ

abcdefghijklmnopqrstuvwxyz

1234567890

Exemplos de caracteres

IPA: /ɪgˈzɑːmpəl əv aɪpiːˈeɪ tɹɑːnˈskɹɪpʃən/.

Caracteres árabes: العربية.

Caracteres hebraicos: עברית.

Caracteres cirílicos: Кирилица.

Caracteres gregos: Ελληνικά.